# ییلمنیتسه
ییلمنیتسه (به چکی: Jilemnice) یک منطقهٔ مسکونی و شهرستان دارای شهرک سابقاً روستا در جمهوری چک است که در ناحیه سمیلی واقع شده‌است. ییلمنیتسه ۵٬۴۷۶ نفر جمعیت دارد.